# Auf dem Berge, da wehet der Wind
Auf dem Berge, da wehet der Wind (auch: Auf dem Berge, da gehet der Wind und Uf’m Berge, da geht der Wind) ist ein Weihnachtslied aus Schlesien. In schlesischer Mundart lautet das Lied Uf’m Berga, da giht dar Wind.

## Inhalt
Das Lied geht auf den mittelalterlichen Brauch des Kindelwiegens zurück. Der Text zeichnet die Ärmlichkeit der Weihnachtsgeschichte nach und nimmt die Lebenswirklichkeit der vermutlichen Entstehungsregion – des oberschlesischen Gebirges – auf, indem sie die durch den Böhmwind geprägte Kargheit thematisiert. Maria ist offenbar zu arm, um sich ein Wiegenband leisten zu können, mit dem eine Wiege bequem angetrieben werden könnte, und muss ihr Kind daher mit der Hand wiegen. Ähnlich wie im Lied Joseph, lieber Joseph mein bittet sie daher Josef um Mithilfe bei dieser Tätigkeit. Doch anders als in jenem Lied erhält sie keine bereitwillige Reaktion, vielmehr gibt Josef entschuldigend zur Antwort, wegen Kälte oder Krankheit selbst seine Hände kaum gebrauchen zu können. Auch in der Ikonographie wird Josef oft als alter und von handwerklicher Tätigkeit gichtkrank gewordener Mann dargestellt. Musikalisch bemerkenswert ist die Wendung in Moll bei Josefs wörtlicher Rede; deutschsprachige Weihnachtslieder in Moll-Tonarten stellen absolute Ausnahmen dar.

## Geschichte
Die genaue Entstehungszeit des Liedes ist nicht bekannt. Schon in Johann Fischarts Roman Affentheurlich Naupengeheurliche Geschichtklitterung von 1575 ist das Textfragment „[…] da wiget sie das Kind, da wehet der Wind […]“ nachzuweisen.
Der Dichter Christoph August Tiedge schuf vor 1807 eine weltliche Textfassung als Romanze, die den Text aus dem weihnachtlichen Zusammenhang herauslöst.
In Des Knaben Wunderhorn (1808) druckte Clemens Brentano eine Textfassung ab, die seine Magd Franziska Breitenstein beigetragen hatte:
Wiegenlied im Freien

Da oben auf dem Berge,

Da rauscht der Wind,

Da sitzet Maria,

Und wieget ihr Kind,

Sie wiegt es mit ihrer schneeweisen Hand,

Dazu braucht sie kein Wiegenband.
Eine Textfassung findet sich 1825 in den Münsterischen Geschichten.
Hoffmann von Fallersleben druckt in seinen Schlesischen Volksliedern 1842 eine ähnliche Liedfassung mit anderer Melodie.
Die älteren Textquellen umfassen nur den ersten, erzählenden Teil des Liedes. Die zweite Hälfte, die aus einem kurzen Zwiegespräch zwischen Maria und Josef besteht, findet sich in ähnlicher Form in Krippenspielen aus Schlaupitz und Habelschwerdt in der Grafschaft Glatz.
Die heute übliche Fassung wurde 1841 von Ludwig Erk und Wilhelm Irmer im 6. Heft der Deutschen Volkslieder gedruckt. Der Text in schlesischer Mundart findet sich ferner mit der Herkunftsangabe „aus der Gegend von Reichenbach“ bei Johannes Matthias Firmenich 1846. Franz Magnus Böhme druckt es 1897 in Deutsches Kinderlied und Kinderspiel nach.
Zur Verbreitung des Liedes trug auch die Aufnahme in den Zupfgeigenhansl (ab 1908) und das Kaiserliederbuch bei.

## Melodie und Text
| schlesisch | hochdeutsch |
| --- | --- |
| Uf’m Berga, da giht dar Wind, da wiegt de Maria ihr Kind mit ihrer schlohengelweißen Hand, se hatt’ och derzu keen Wiegenband. „Ach, Joseph, liebster Joseph mein, ach, hilf mer wiegen mein Knabelein!“ „Wie kann ich d’r denn dei Knab’la wieg’n! Ich kann ja kaum salber de Fingerla bieg’n.“ „Schum, schei, schum, schei.“ | Auf dem Berge da wehet der Wind, da wieget Maria ihr Kind, sie wiegt es mit ihrer schneeweißen Hand, sie hat dazu kein Wiegenband. „Ach, Joseph, liebster Joseph mein, ach, hilf mir wiegen mein Kindelein!“ „Wie soll ich dir denn dein Kindlein wiegen? Ich kann ja kaum selber die Finger biegen.“ Schum, schei, schum, schei. |